# Дьюркович, Мария
Мари́я Дью́ркович (венг. Gyurkovics Mária; 19 июня 1913, Будапешт, Австро-Венгрия, ныне Венгрия — 28 октября 1973, там же) — венгерская оперная певица (колоратурное сопрано).

## Биография
Окончила Академию музыки в Будапеште. С 1937 года на сцене Будапештского Королевского театра. С 1951 года много гастролировала, в том числе в СССР. Снималась в кино.

## Партии
- «Фра-Дьяволо» Обера — Церлина
- «Лакме» Делиба — Лакме
- «Любовный напиток» Доницетти — Адина
- «Лючия ди Ламмермур» Доницетти — Лючия
- «Ласло Хуньяди» Эркеля — Мария Гара
- «Бан Банк» Эркеля — Мелинда
- «Марта» Флотова — Марта
- «Витязь Янош» Качо — Невеста короля
- «Похищение из сераля» Моцарта — Констанца
- «Дон Жуан» Моцарта — Церлина
- «Волшебная флейта» Моцарта — Царица ночи
- «Севильский цирюльник» Россини — Розина
- «Кавалер розы» Рихарда Штрауса — София
- «Бал-маскарад» Верди — Оскар
- «Риголетто» Верди — Джильда
- «Альберт Херринг» Бриттена — Учительница
- «Женихи» Фаркаша — Маришка
- «Сказки Гофмана» Оффенбаха — Олимпия

## Награды

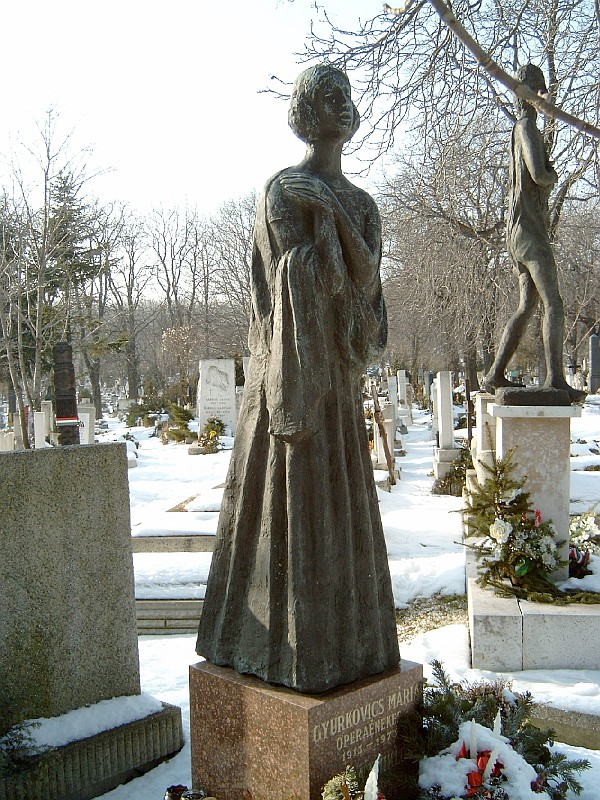
Могила Марии Дьюркович на кладбище Фаркашрети в Будапеште

- 1950 — Заслуженный артист ВНР
- 1951 — премия имени Кошута
- 1952 — премия Ференца Листа
- 1954 — Народный артист ВНР